# Keo phấn trắng
Keo phấn trắng hay là Keo bạc (danh pháp hai phần: Acacia dealbata) là loài thực vật có hoa trong chi Keo thuộc họ Đậu. Loài này được Link miêu tả khoa học đầu tiên.
Tại Việt Nam, ở một số nơi như ở Đà Lạt, người ta gọi hoa từ cây keo bạc và cây keo lá tròn (danh pháp khoa học: Acacia podalyriifolia) là hoa mimosa.
Mi-mô-sa! Từ đâu em tới ?
Mi-mô-sa! Vì sao em tới đất này ?
Đà Lạt đồi núi chập trùng
Đà Lạt trời mây nước mênh mông ...
(Trích lời bài hát của Trần Kiết Tường)

## Hình ảnh

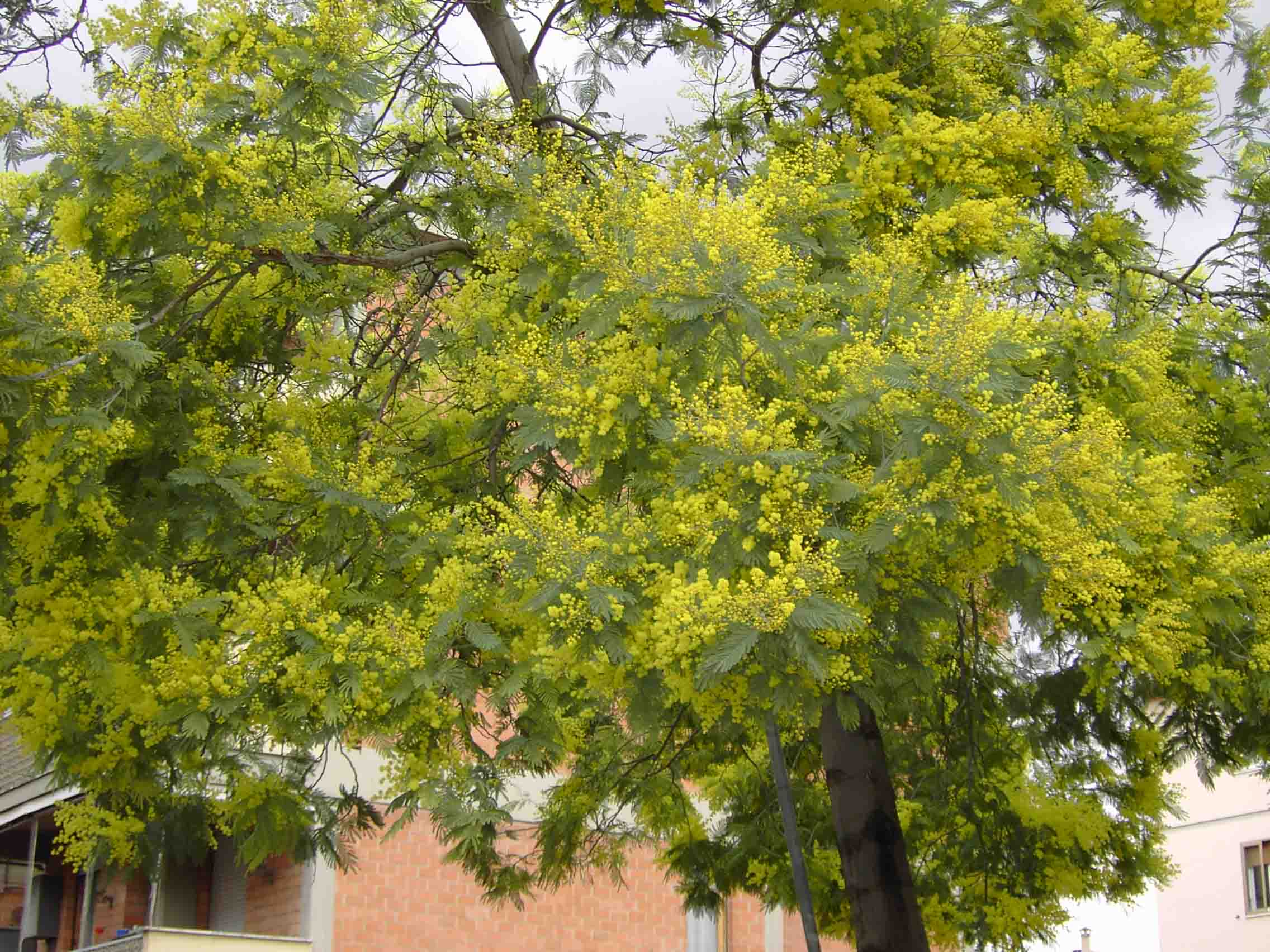
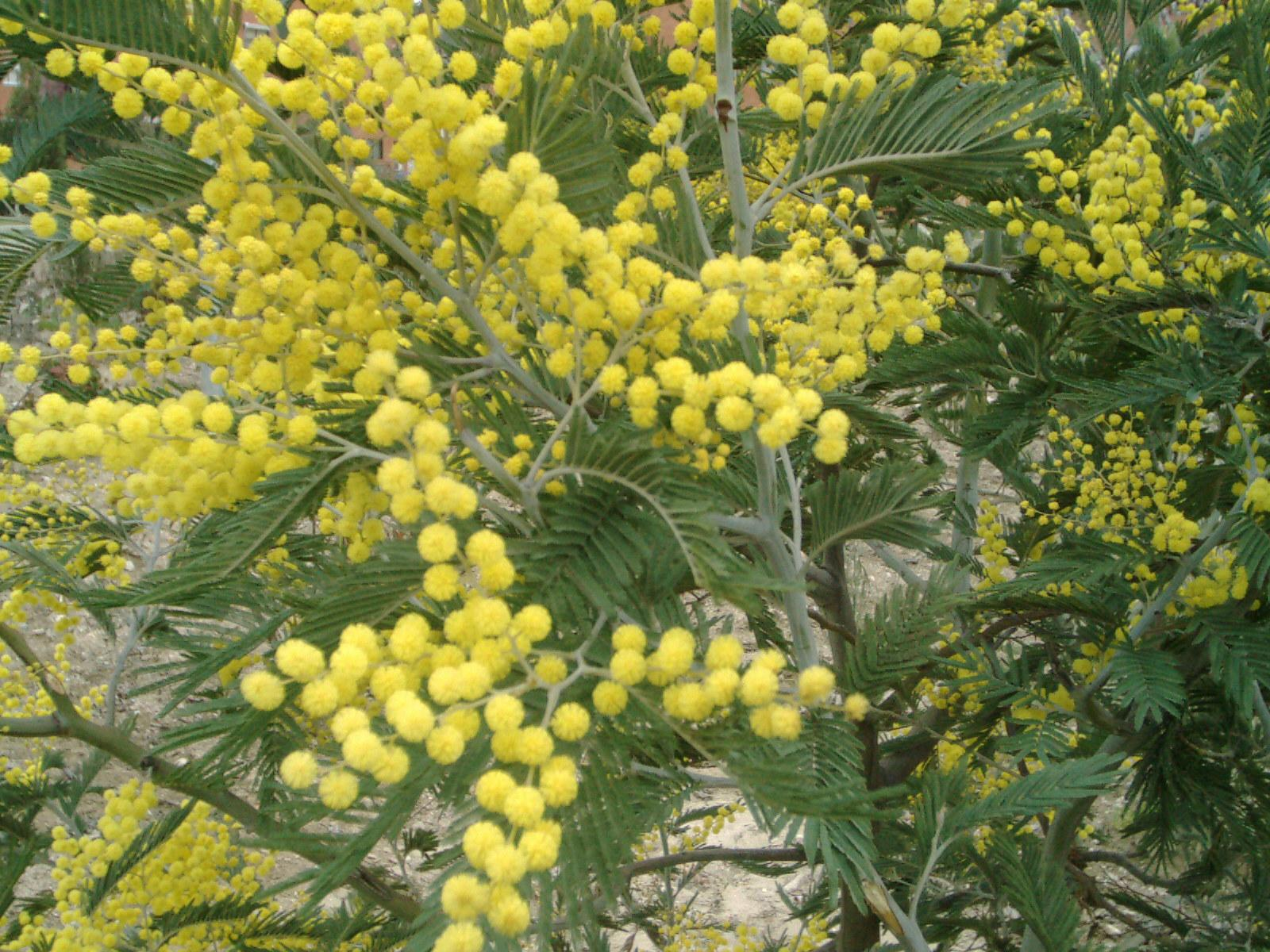
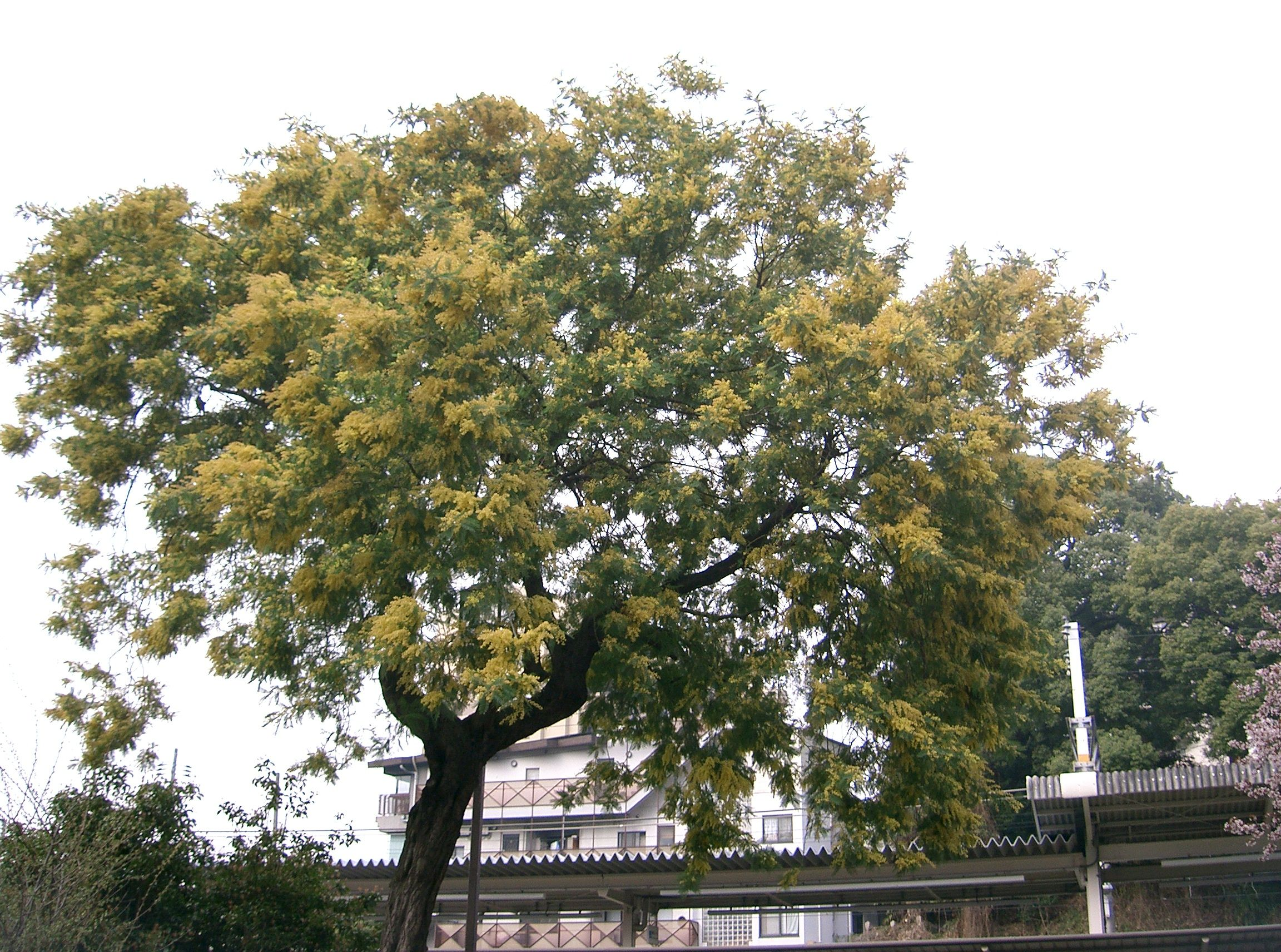
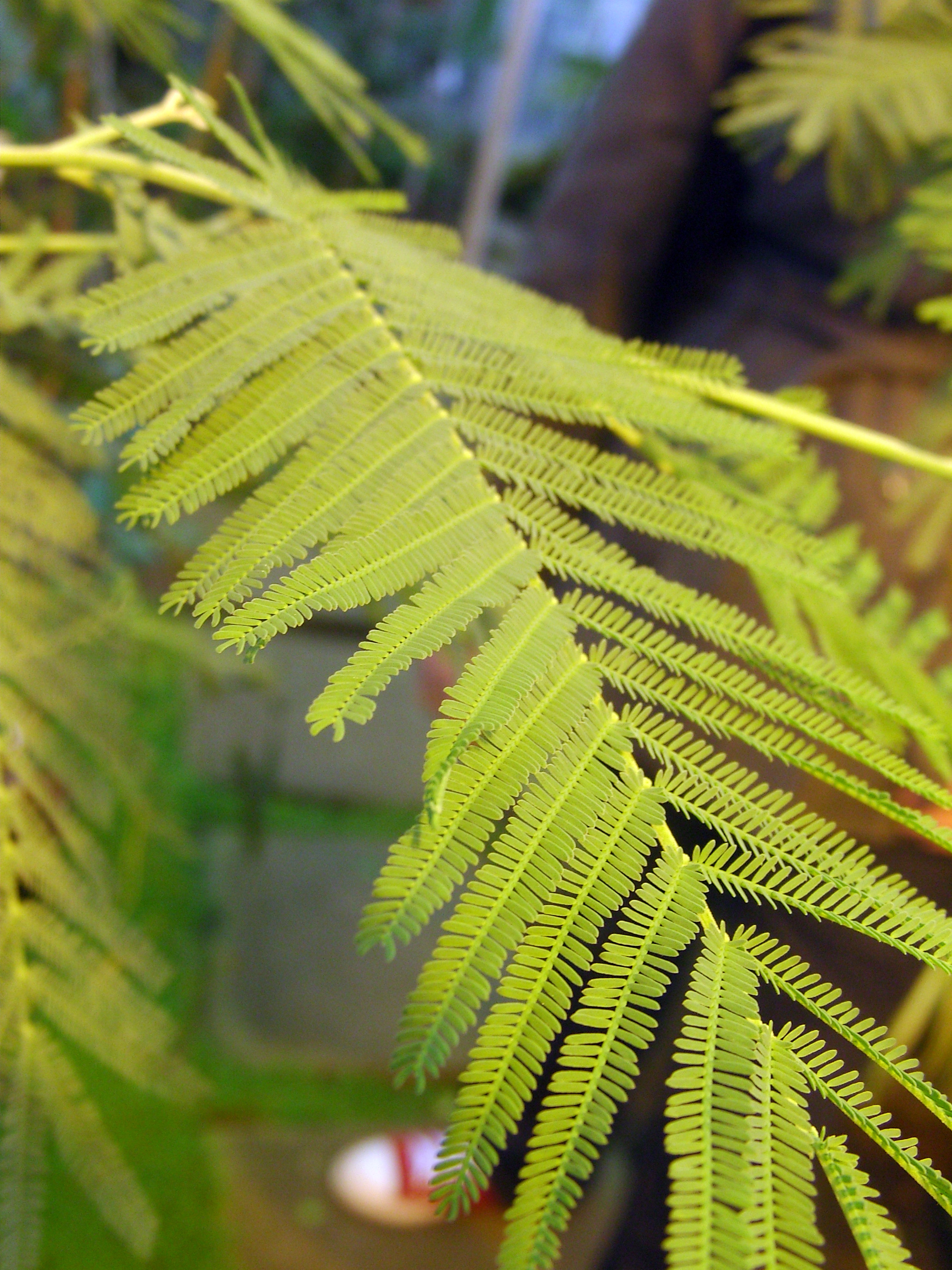